# Samir Si Hadj Mohand
Samir Si Hadj Mohand (en arabe : سمير سي حاج محند) est un footballeur algérien né le 16 juillet 1982 à Béjaïa. Il évoluait au poste de milieu offensif.

## Biographie
Il évolue en première division algérienne avec les clubs de la JSM Béjaïa et de l'AS Khroub. Il dispute un total de 77 matchs en première division, inscrivant trois buts.